# Капъкая (вилает Самсун)
Капъкая (на турски: Kapıkaya) е село в околия Бафра, вилает Самсун, Турция. На между 200 и 350 метра надморска височина. Намира се на 83 км от град Самсун и на 33 км от град Бафра. Населението му през 2000 г. е 473 души. Населено е предимно с българи–мюсюлмани (помаци). Те са потомци на бежанци от Драмско (днешна Гърция) от 1924 г.